# Phản đối Ethiopia 2016
Các cuộc phản đối bùng phát ở Ethiopia vào ngày 5 tháng 8 năm 2016 theo sau các cuộc kêu gọi của các phe đối lập. Những người biểu tình đòi hỏi cải cách xã hội và chính trị: như chấm dứt những vi phạm nhân quyền (bao gồm cả việc chính phủ giết thường dân, bắt giữ người hàng loạt, việc chính phủ chiếm đất, và tách rời các nhóm đối lập ra khỏi xã hội). Chính phủ trả lời là bằng cách hạn chế quyền truy cập vào Internet và tấn công cùng bắt giữ người biểu tình. Trong ba ngày trước ngày 8 tháng 8, Reuters tường thuật đã có ít nhất 90 người biểu tình đã bị bắn và giết chết bởi lực lượng an ninh của Ethiopia, đánh dấu sự đàn áp tàn bạo nhất chống lại người biểu tình ở tiểu vùng Sahara châu Phi kể từ khi ít nhất 75 người đã thiệt mạng trong các cuộc biểu tình ở Ethiopia tại vùng Oromia trong tháng 11 và tháng 12 năm 2015.

## Bối cảnh
Ethiopia được Mặt trận Dân chủ Cách mạng Nhân dân Ethiopia cai trị kể từ khi họ chiếm được thủ đô và kết thúc cuộc nội chiến Ethiopia vào năm 1991. Các thành viên của dân tộc Tigrayan tuy chỉ là một thiểu số trong dân số của Ethiopia nhưng chiếm lĩnh vị trí cao cấp trong hệ thống chính trị và quân sự của đất nước, trong khi các dân tộc chiếm đa số người Amhara và Oromo đang bị thiệt thòi.
Đất nước này đã có những tăng trưởng kinh tế nhanh chóng kể từ những năm 2000 và là một trong những nước trên thế giới có nền kinh tế phát triển nhanh nhất và là nước đông dân thứ hai của châu Phi.
Trong tháng 11 và tháng 12 năm 2015, các vụ biểu tình ở vùng Oromia dẫn đến vụ giết hại hơn 100 người bởi các lực lượng chính phủ. Những cuộc biểu tình sau đó bị cảnh sát đàn áp và hàng trăm thành viên phe đối lập bị bắt giữ.